# So Many Nights
So Many Nights è il quarto album in studio del gruppo musicale australiano The Cat Empire, pubblicato nel 2007.

## Tracce
1. So Many Nights – 3:33
2. Panama – 3:16
3. Fishies – 3:11
4. The Darkness – 5:19
5. No Longer There – 3:57
6. Lonely Moon – 3:48
7. Sunny Moon – 3:29
8. So Long – 3:29
9. No Mountain – 3:28
10. Strong Coffee – 3:34
11. Til the Ocean Takes Us All – 3:22
12. Voodoo Cowboy – 4:02
13. Radio Song – 3:09
14. Won't Be Afraid – 4:11